# Матрос Чижик
«Матрос Чижик» (рос. «Матрос Чижик») — український радянський художній фільм 1955 року режисера Володимира Брауна за мотивами оповідання Костянтина Станюковича «Нянька».

## Сюжет
Отримавши поранення під час навчань, матрос Федос Чижик (Михайло Кузнєцов) направляється денщиком в будинок капітана Лузгіна. Дружина капітана — молода, красива і розпещена жінка — жорстко поводиться з денщиком, постійно принижуючи його, вважаючи холопом. Єдина відрада в житті матроса — спілкування з маленьким сином Лузгіна, паничем Шурою, добрим і чуйним хлопчиком…

## У ролях
- Михайло Кузнєцов — Федос Чижик
- Володимир Ємельянов — Капітан 2 рангу Лузгін
- Надія Чередніченко — Марія Іванівна Лузгіна
- Толя Мельников — молодий пан, Олександр Васильович (Шурка)
- Надія Семенцова — Аннушка, прислуга у Лузгіним
- Всеволод Тягушев — Іван, денщик
- Михайло Трояновський — Флегонт Нілич, відставний боцман, кум Федоса Чижика
- Валентина Телегіна — Авдотья Петрівна, дружина відставного боцмана Нілича
- Іван Рижов — матрос

## Творча група
- Автор сценарію і режисер-постановник: Володимир Браун
- Оператор-постановник: Володимир Войтенко
- Композитор: Ігор Шамо
- Режисер: Людмила Дзенькевич
- Звукооператор: Андрій Демиденко
- Художники-декоратори: Михайло Юферов, Фелікс Вакеріса-Гальдос
- Художники: по костюмах — Олександра Петрова; по гриму — Олена Парфенюк
- Редактор: Олександр Перегуда
- Режисер монтажу: Нехама Ратманська
- Текст пісень: Л. Рева
- Асистенти: режисера — Т. Воробйова; оператора — Н. Максименко, Павло Король
- Директор картини: Олександр Котовець
- Заступник директора: Олексій Ярмольський